# Fiat Oggi
O Fiat Oggi foi um automóvel três volumes (sedã) derivado da Linha 147. Projetado desde 1979, seria o segundo modelo da Linha 147, porém seu lançamento foi postergado por diversos fatores (como a aquisição da Alfa Romeo FNM pela FIAT e por uma grave crise no mercado automotivo que ameaçou a FIAT brasileira de falência) e acabou ocorrendo apenas em 1983. Lançado quando a plataforma do 147 era considerada antiga e ofuscado pelo iminente lançamento do Uno, o Oggi fracassou no mercado e foi retirado de mercado em 1985, substituído pelo Prêmio.

## História

### Projeto

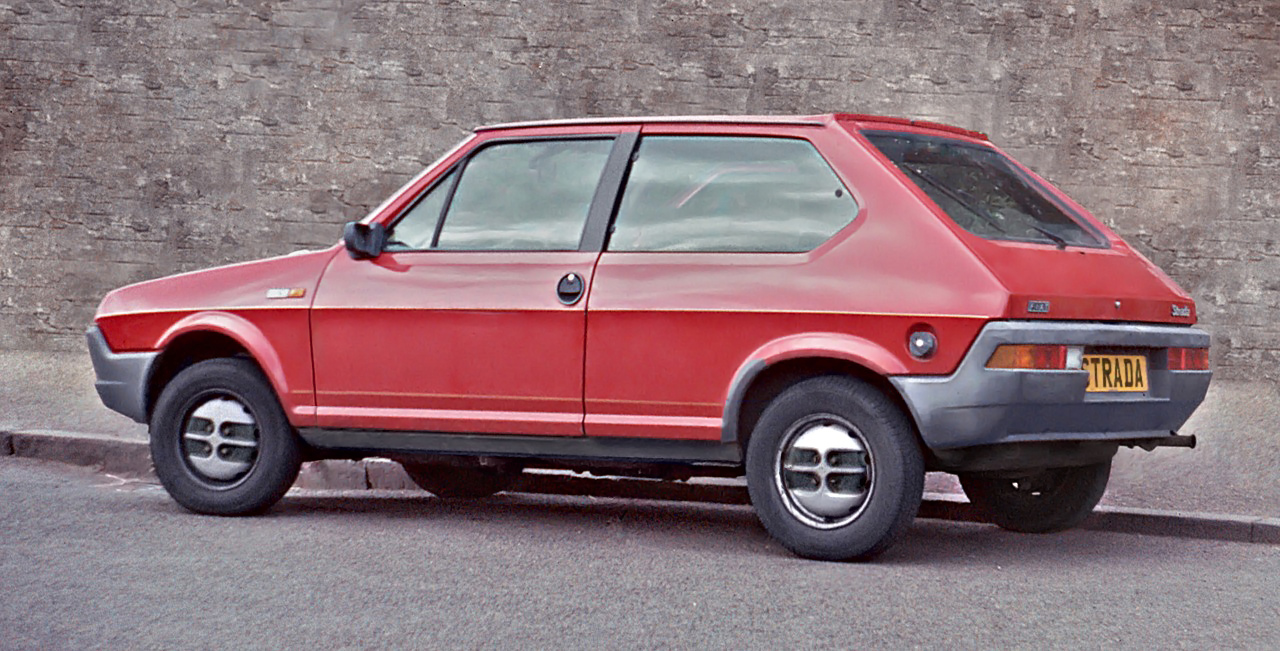
O projeto do sedã foi inicialmente baseado no Fiat Ritmo.

Com o sucesso do modelo 147 no Brasil, a FIAT planejou a entrada no mercado dos veículos três volumes. Em 1977 a FIAT Automóveis adquiriu a Alfa Romeo/FNM e transferiu a linha de montagem dos veículos de Duque de Caxias para Betim. O investimento da FIAT Automóveis na aquisição da Alfa Romeo/FNM foi um dos fatores do atraso da ampliação da linha 147. Apesar de ter trazido ao país dois exemplares dos modelos 130 e 131 para estudar sua nacionalização, a FIAT Automóveis acabou optando por não produzir o sedã três volumes e manter a fabricação do Alfa Romeo 2300, modelo herdado da Alfa Romeo/FNM e que passou a ser o sedã três volumes médio da FIAT no Brasil.
A linha 147 foi ampliada timidamente com a inclusão do Pick-up City em 1978. Em 1979 foram iniciados os estudos de um novo três volumes. Inicialmente baseado no projeto do Ritmo, o projeto brasileiro visava concorrer com o Ford Corcel II e o Chevrolet Chevette. Em 1980 foi lançada a perua Panorama, cujo lançamento acabou atrasado por conta da Crise petrolífera de 1979. 
O projeto do sedã Ritmo continuou em desenvolvimento, quando surgiram rumores do lançamento do novo veículo em 1982. O Ritmo era especulado como substituto do modelo 147.
O projeto foi paralisado em 1981, diante de uma forte crise no mercado automotivo brasileiro. Só a FIAT sofreu uma queda de 35% nas vendas entre 1980 e 1981 .
Naquele momento, a FIAT Automóveis solicitou novos repasses ao governo de Minas Gerais, sócio da empresa, e chegou perto da falência. A empresa só recuperou suas finanças após um repasse de 110 milhões de dólares feito pelo governo de Minas Gerais. No balanço mundial da FIAT de 1981, a filial brasileira ficou ao lado da argentina como as únicas onde a empresa perdeu dinheiro. Apesar do forte prejuízo, o presidente mundial da empresa Cesare Romiti negou que a quede 35% no mercado brasileiro fosse fruto do desinteresse do mercado brasileiro pelo modelo 147. Com a recuperação econômica da FIAT automóveis em meados de 1982, o projeto do sedã foi retomado e continuou a ser especulado sob a plataforma do Ritmo, indicando que a FIAT estudava a substituição do modelo 147, lançado em 1976.

### Lançamento
O novo sedã foi batizado Oggi e lançado em maio de 1983. Ao invés de ser lançado sob a plataforma Ritmo, o Oggi foi apresentado como o sedã da linha 147, composta então por hatchback, pick-up, furgão e perua. A FIAT reconheceu o envelhecimento da linha 147, lançada em 1976 e prometeu o lançamento da nova linha Uno para 1984, com investimento previsto de 200 milhões de dólares. O anúncio colocou fim sob as especulações sobre qual linha (Ritmo ou Uno) substituiria a do modelo 147.
Apesar da intenção do Oggi concorrer com o Chevrolet Chevette, Volkswagen Voyage e Ford Escort, o anúncio do lançamento do Uno pela FIAT fez com que o novo sedã fosse visto pelo mercado como modelo tampão para um ano sem novos lançamentos da montadora italiana. Outro problema foi com a campanha publicitária promovida pela FIAT, que vendia o Oggi como um produto refinado visando as classes A e B, porém sob  base do 147, um produto popular. Mais tarde a campanha da FIAT tentou vender o Oggi como um produto refinado de custo acessível. A promoção do Oggi como produto para as classes A e B foi reforçada mais tarde, em janeiro de 1984, com o lançamento da edição especial "Pierre Balmain".
Para piorar o desempenho do Oggi no mercado, em dezembro de 1983 vazaram na revista Quatro Rodas as primeiras fotos do FIAT Uno Sedã, testado pela montadora italiana até então em segredo. Com o lançamento do Uno Hatch em 1984, esperava-se o lançamento do sedã pouco tempo depois. Isso acabou por afastar potenciais compradores do Oggi. O desinteresse do consumidor pela linha 147 fazia a FIAT perder dinheiro com sua manutenção.
Visando estancar a queda nas vendas, a Fiat promoveu o lançamento da linha 1984 e promoveu cortes de 20% no preço dos automóveis da Linha 1983 novos ainda em estoque. Com o lançamento do Uno, os veículo da linha 147 sofreu nova queda nas vendas, culminando com a retirada do 147 Spazio do mercado em dezembro de 1984. Em agosto lançada a linha CSS (Confort Super Sport) 
Com o lançamento do FIAT Prêmio em março de 1985, a produção do Oggi foi interrompida, exceto para exportação. Em junho a produção era encerrada formalmente, porém ainda poderiam ser fabricados para exportação sob encomenda. Em dezembro ainda eram fabricadas as últimas unidades para o mercado exterior, como o Uruguai. Enquanto o Oggi vendeu cerca de vinte mil unidades em dois anos de produção, o Prêmio vendeu vinte e cinco mil em apenas nove meses.
| Produção do FIAT Oggi (1983-1985) | Produção do FIAT Oggi (1983-1985) | Produção do FIAT Oggi (1983-1985) | Produção do FIAT Oggi (1983-1985) |
| 1983                              | 1984                              | 1985                              | Total                             |
| --------------------------------- | --------------------------------- | --------------------------------- | --------------------------------- |
| 10 079                            | 9 372                             | 968                               | 20 419                            |
| Fonte: FIAT Automóveis S/A        |                                   |                                   |                                   |